# Shifa: Live at Cafe Oto
Shifa: Live at Cafe Oto ist ein Album des Trios von Rachel Musson, Pat Thomas und Mark Sanders. Der Mitschnitt, der am 3. Juli 2018 im Londoner Cafe Oto entstand, erschien am 12. Juli 2019 auf dem Label 577 Records.

## Hintergrund
Musson hatte mit dem Schlagzeuger Mark Sanders zuvor in Trio zusammengearbeitet, so mit dem Keyboarder Liam Noble (Tatterdemalion, 2013) und mit dem Bassisten John Edwards (Bibimbap, 2016). Der Pianist Pat Thomas wiederum hatte zuvor mit Mark Sanders gearbeitet, zu hören in Aufmnahmen mit Paul Dunmall und Wadada Leo Smith.
Der Mitschnitt, der im Londoner Café Oto entstand, besteht zunächst aus einer 20-minütigen „Improvisation 1 (Part 1)“, gefolgt von einem 11-minütigen zweiten Teil und einer siebenminütigen „Improvisation 2“. In der Digitalversion bietet das Album noch einen Bonustrack (mit einer ausführlichen Fassung unter dem Titel „Improvisation 1 (Unedited)“), wo durch eine volle Dokumentation dessen, was in dieser einen Nacht gespielt wurde, vorliegt. Der Bonustitel "Improvisation 1" beinhaltet in ungekürzter Form etwa 12 zusätzliche Minuten musikalischer Interaktion.

## Musik des Albums
In „Improvisation 1 (Part 1)“ wird auf dem Piano von Pat Thomas in etwas mehr als 20 Minuten improvisiert, wobei das Saxophon zunächst übr die Klavierakkorde heftig perkussiv bläst, beschrieb Sammy Stein (Something Else!) das musikalische Geschehen. „Das liefert einen rhythmischen Hintergrund, vor dem Rachel Mussons Saxophon wirbelt, schwebt, taucht und stürzt, manchmal mit roher, uneingeschränkter Kraft“. Während der zweiten Hälfte des Tracks erzeugt Thomas gewölbte, tiefere Klangwellen auf der Tastatur, die eine Kulisse bieten, vor der Schlagzeug und Saxophon eine angemessene Haltung einnehmen. Wenig später hebt das Klavier eine Oktave an und erzeugt Ströme „klirrender, geschäftiger Klanglinien, um die sich Saxophon und Schlagzeug ducken und weben.“
„Improvisation 1 (Part 2)“ wird wieder vom Klavier eingeführt, diesmal mit einem Akkord und dann einzelnen Noten in tieferen Oktaven, über die Schlagzeug eintritt. Das Saxophon schließt sich an, mit gestutzten Noten und kurzen Phrasen. Der Rest des Tracks ist ein Hin und Her zwischen den drei Musikern, größtenteils kurze, simplistische Riffs mit entwickelten Phrasen aus dem Saxophon. An manchen Stellen erzeugt der Gegensatz von tiefen, gleichmäßigen Tönen des Klaviers, die gegen Altissimo-Klagen des Saxophons anschlagen, ein Gefühl der Dehnung der Musik. Im zweiten Drittel bildet das Klavier eine Grundlage für Akkorde, während Saxophon und Schlagzeug einige eigene Linien bilden. „Improvisation 2“ wird vom Klavier mit hoher Geschwindigkeit eingeleitet, das in kurzen Riffs mit drei und vier Takten über die gesamte Länge der Tastatur läuft, über die das Saxophon anruft und in kurze Lücken fällt, ein Moment, der an traditionelle Jazz-Darbietungen erinnert – und doch improvisiert ist.

## Titelliste

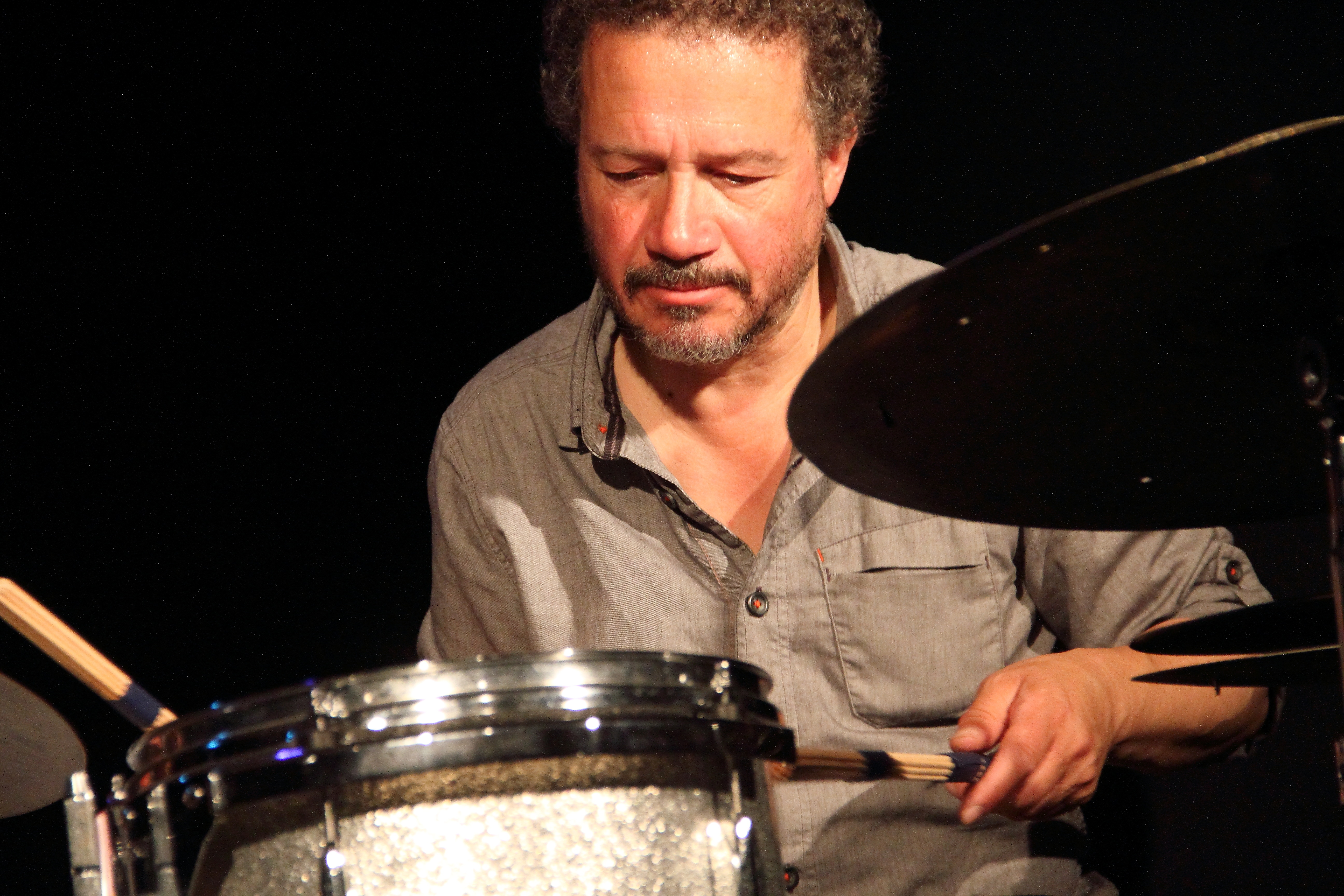
Mark Sanders bei einem Konzert im KULT in Niederstetten (2017)

- Rachel Musson, Pat Thomas, Mark Sanders: Shifa - Live at Cafe Oto (577 Records 5823)[5]

LP-Ausgabe
A Improvisation 1 (Part 1) 

B1 Improvisation 1 (Part 2) 

B2 Improvisation 2
Digitale Ausgabe
1. Improvisation 1, Pt. 1 - 20:29
2. Improvisation 1, Pt. 2 - 11:11
3. Improvisation 2 - 6:59
4. Improvisation 1  [Unedited Bonus Track] - 32:53

## Rezeption
Josef Woodard vergab an das Album im Down Beat vier Sterne und meinte, in der Welt der freien Improvisation sei die Chemie unter den Musikern ist ein wesentlicher Aspekt des Engagements. In Shifa: Live at Café Oto sei „die Musik ein kompromissloser und unerforschter Sprung, da diese Spieler zum ersten Mal als Trio zusammenkamen.“ Trotz der demokratischen Agenda und der Tendenz des Klaviers von Pat Thomas, Stücke und Sektionen zu gestalten, habe die Saxophonistin Rachel Musson hier die Rolle einer Führungspersönlichkeit, die „ein kühnes, granitenes Timbre beherrscht“. Im Kern gelingt es dieser Musik, sich zu lösen und einen kollektiven Zweck zu verfolgen.
Auch Eyal Hareuveni (Free Jazz Blog) vergab an das Album vier Sterne und lobte, Shifa (der Titel sei von شفاء – dem arabischen Wort für „Heilung“ inspiriert) fange „die erhebende, spirituelle Energie dieser frei improvisierten Musik ein“. Nach Ansicht ses Autors sei dieses Trio entschlossen, alle seine Energiereserven auszuschöpfen; die Spielweise dieses Trios basiere natürlich auf einer tiefen Kenntnis der Kunst des Augenblicks und dem Erbe des Free Jazz und der modernen Musik.
Die erste, erweiterte Improvisation biete „eine Reihe von rohen, kraftvollen und intensiven Kollisionen zwischen Musson und Thomas. Jede Phrase, Geste, Idee von Musson oder sogar Geräusche, die durch ihre erweiterten Atemtechniken erzeugt werden, werden sofort von Thomas abstrahiert, dessen kompromisslose perkussive Attacken und elektronische Klänge schließlich eine pulsfreie Textur erzwingen, und umgekehrt von der eigensinnigen Musson, der hier Tenorsaxophon spielt.“ Sanders wiederum agiere in dieser Improvisation als Hüter dieses turbulenten Gleichgewichts, der subtile, weise Eingriffe anwende, um das enge Zusammenspiel auf Kurs zu halten. Während dieses Stücks klinge das Trio wie eine viel größere Einheit, die den Raum des Cafe Oto mit so viel pulsierender Energie fülle. Die zweite, kürzere Improvisation werde in klassischen Free-Jazz-Parametern entwickelt. Es sei ein feuriges, unruhiges Stück, das sich schnell zwischen flüchtigen rhythmischen Mustern und ekstatischen und berührenden Themen bewegt, da alle die Führung übernehmen, aber Musson letztendlich das Sagen hat. Sie spielt hier auf dem Sopransaxophon und glänze „als charismatische Anführerin mit einem eigenen Klanguniversum.“
Nach Ansicht von Sammy Stein (Something Else!) vermittle der Mitschnitt „ein Gefühl der kollektiven Synergie“; jeder Spieler höre zu und respektiere die anderen, entscheide sich jedoch gelegentlich dafür, „seine eigene musikalische Botschaft und Interpretation der zuvor dargelegten Rhythmen und Tempi durchzusetzen. Dies spiegelt die altehrwürdige Tradition der Jazzmusik wider, zuzuhören, zu interpretieren, zu spielen und zu teilen.“ Dies geschehe fröhlich, ungezwungen, aber es gäbe Kontrolle und eine Tiefe der musikalischen Interpretation. Die Aufnahme würde nach Ansicht des Autors der Atmosphäre und dem Umfeld gerecht. Shifa: Live at Cafe Oto sei atemberaubend und wunderschön.